# جون داي (سياسي أمريكي)
جون داي (بالإنجليزية: John Day)‏ هو سياسي أمريكي، ولد في 25 أغسطس 1937 في إنديانابوليس في الولايات المتحدة. حزبياً، نشط في الحزب الديمقراطي. وقد انتخب عضو مجلس نواب إنديانا.